# Hospitaal van Saint-Valery-sur-Somme

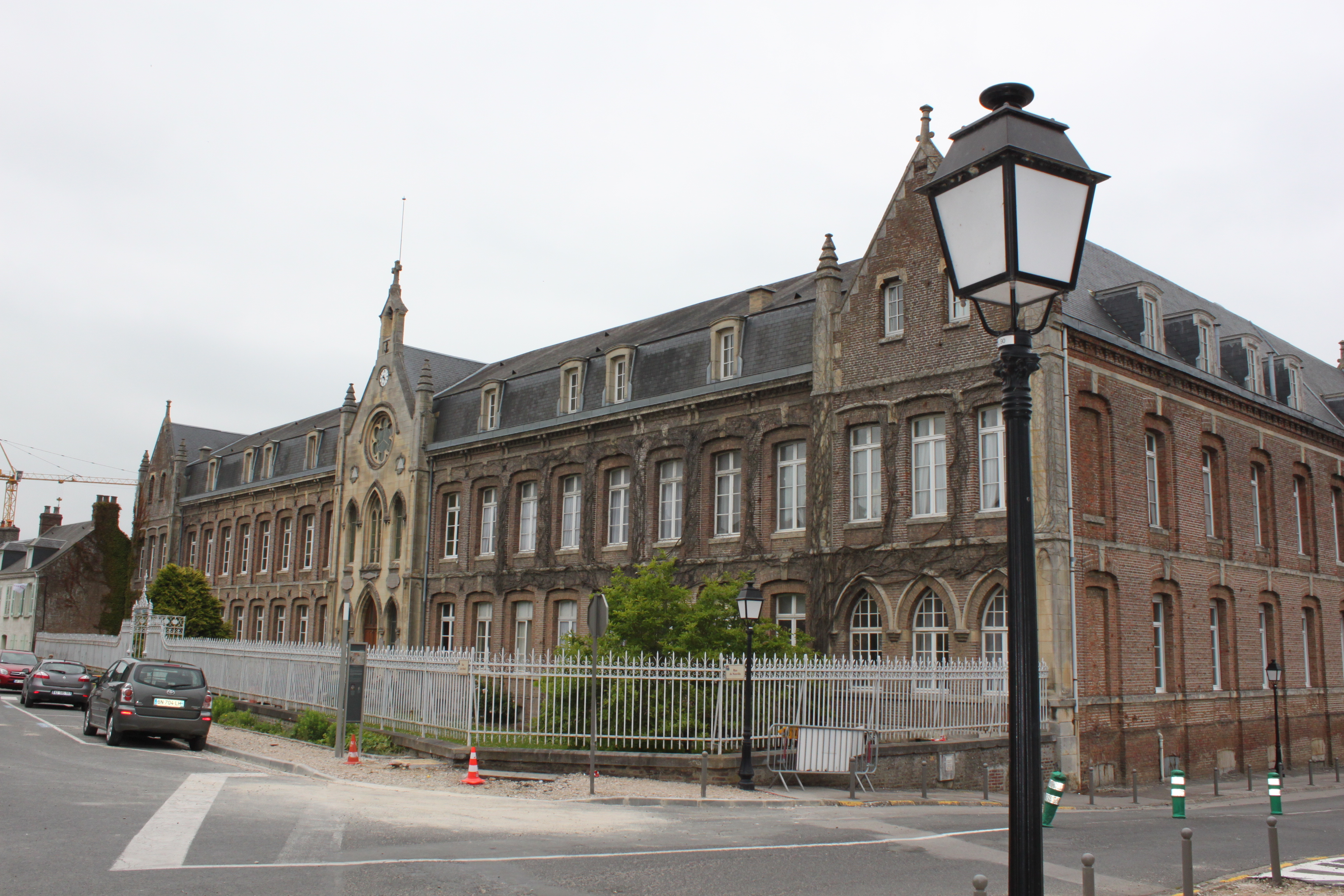
Hospitaal

Het Hospitaal van Saint-Valery-sur-Somme is een hospitaal in de tot het Franse departement Somme behorende stad Saint-Valery-sur-Somme.
De oorsprong van dit hospitaal ligt in een 12e-eeuwse maladrerie. Hier werden leprozen opgevangen die terugkwamen van de kruistochten. Vervolgens werd de instelling geleid door de dominicanen die er een klooster stichtten en in 1518 een kapel bouwden. Van 1650 tot 1966 was het een godshuis dat door de augustinessen werd bediend. Het doel was om ouderen, zieken en armen te verzorgen. De huidige gebouwen zijn van 1840, voortgekomen uit een schenking na het bezoek van koning Lodewijk Filips I, die het complex in vervallen staat aanschouwde. Tegenwoordig is het vooral een bejaardentehuis. Het heeft een neogotische kapel.